# Дівчина тата
«Дівчина тата» — кінофільм режисера Стівена Севаджа, що вийшов на екрани в 2010 році.

## Зміст
Арі Ларсен крупно не пощастило в житті. Її батько був справжнім маніяком і садистом. Він викрав доньку у віці 11 років, і лише через п'ять років дівчина знову опинилася в безпечному місці. Їй довелося пройти через страшні випробування, але, можливо, вони ще не закінчилися. Адже поліція так і не знайшла слідів її божевільного викрадача, а в окрузі починають знаходити трупи молодих жінок, убитих улюбленим способом батька Арі.

## Ролі
| Актор             | Роль |
| ----------------- | ---- |
| Вольфганг Бодісон | -    |
| Уілл Уоллес       | -    |
| Кайра Маедзумі    | -    |
| Карсон Він        | -    |
| Конор О'Феррелл   | -    |
| Оскар Торрес      | -    |
| Кеззі Голомб      | -    |
| Крістофер Пеннок  | -    |
| Франческа Браун   | -    |
| Аліса Шульц       | -    |

## Знімальна група
- Режисер — Стівен Севадж
- Сценарист — Боб Хассе, Стівен Севадж
- Продюсер — Триніті Х'юстон, Чарлі Хадлстон, Галина Лейнен
- Композитор — Дез Шилдс, Кезі Сільверстоун